# Ners
Ners là một xã trong vùng Occitanie. Xã Ners nằm ở khu vực có độ cao trung bình 123 mét trên mực nước biển.